# Stylophora
Stylophora Schweigger, 1820 è un genere di madrepore della famiglia Pocilloporidae.

## Tassonomia
Il genere comprende le seguenti specie:
- Stylophora danae Milne Edwards & Haime, 1850
- Stylophora erythraea Von Marenzeller, 1907
- Stylophora flabellata Quelch, 1886
- Stylophora kuehlmanni Scheer & Pillai, 1983
- Stylophora lobata Gardiner, 1898
- Stylophora madagascarensis Veron, 2000
- Stylophora mamillata Scheer & Pillai, 1983
- Stylophora pistillata Esper, 1797
- Stylophora subseriata  (Ehrenberg, 1834)
- Stylophora wellsi Scheer, 1964